# Gibson Amphitheatre

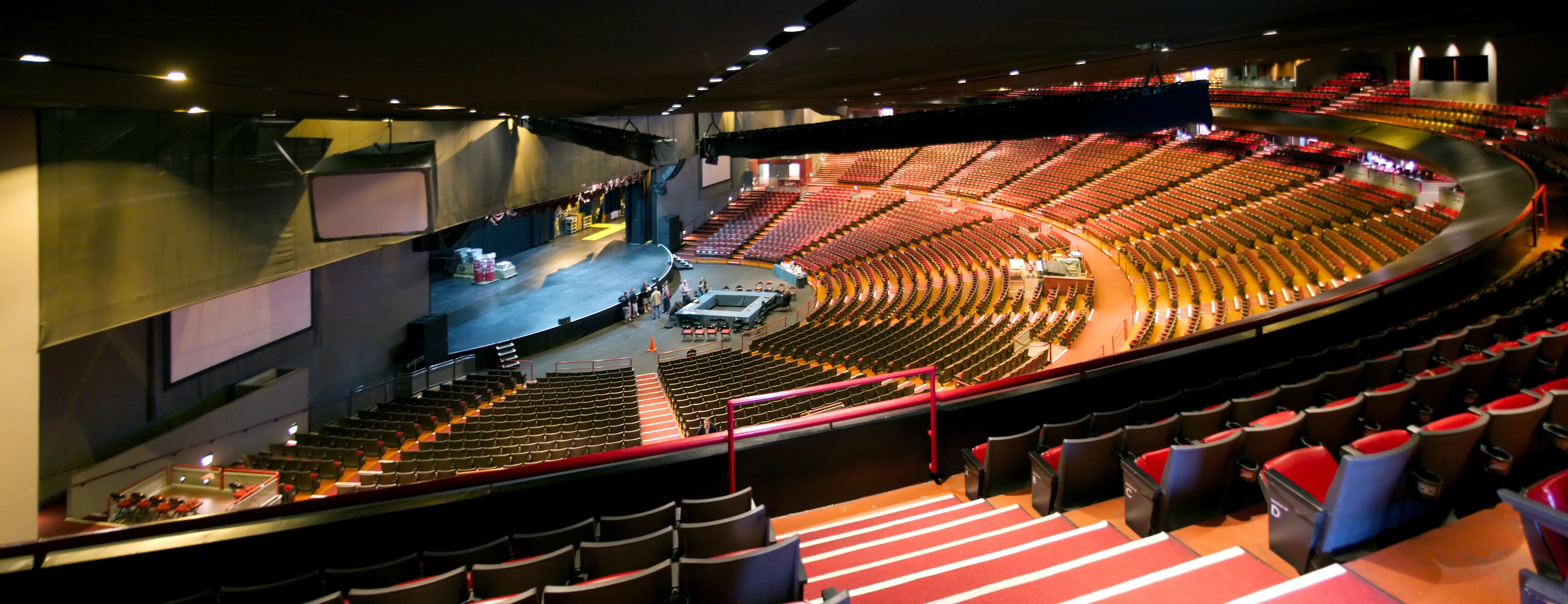
Das Gibson Amphitheatre

Das Gibson Amphitheatre (bis 2005 Universal Amphitheatre) war eine Veranstaltungshalle in der Universal City. Bei Konzerten fanden bis zu 6.189 Personen Platz. Der Veranstaltungsort wurde ursprünglich als Open-Air-Venue erbaut. Das Musical Jesus Christ Superstar war die erste Produktion, die 1973 im Amphitheater aufgeführt wurde, jedoch wegen ungünstiger Wetterbedingungen eingestellt werden musste. Im Jahr 1982 wurde es in eine Halle umgebaut, um die Akustik zu verbessern.
Seit seiner Eröffnung trug der Veranstaltungsort den Namen Universal Amphitheatre und wurde im Jahr 2005 nach einem Verkauf der Namensrechte an die Gibson Guitar Corporation umbenannt. Hier fanden regelmäßig die MTV Movie Awards und die Teen Choice Awards statt. Am 6. Dezember 2011 wurde bekannt, dass das Gibson Amphitheatre abgerissen wird, um Platz für einen Harry-Potter-Themenpark zu schaffen. Im September 2013 waren jeweils zwei Auftritte der Backstreet Boys und des Musikers Pepe Aguilar die letzten in der Veranstaltungshalle. Der Komiker George Lopez küsste bei seinem letzten Auftritt in der Veranstaltungshalle den Boden.